# Papa Stefano III
Stefano III o IV, secondo una diversa numerazione (Sicilia, 720 – Roma, 24 gennaio 772), è stato il 94º papa della Chiesa cattolica dal 1º agosto 768 fino alla sua morte.

## Biografia
Nativo della Sicilia (allora sotto l'influenza bizantina, per cui aveva avuto un'educazione impostata sulla cultura greca), giunse a Roma durante il pontificato di papa Gregorio III (731-741). Salì gradualmente ai più alti uffici, al servizio dei papi successivi, fino a divenire presbitero di Santa Cecilia, funzione nella quale fu molto vicino a papa Paolo I, assistendolo fin nei suoi ultimi giorni di vita. Ad oggi risulta essere l'ultimo pontefice siciliano della chiesa cattolica.

### Pontificato
Dopo la morte di Paolo I (28 giugno 767) si aprì una crisi politica. Per un anno il Soglio papale fu occupato, fin dal 5 luglio 767, dall'antipapa Costantino, un laico esponente dell'aristocrazia romana ordinato diacono per l'occasione in una città tenuta sotto controllo dagli armati della sua famiglia, attratta dalle enormi ricchezze e dal prestigio universale della Sede di Pietro. A fine luglio del 768 intervennero le truppe longobarde inviate da re Desiderio, che dopo alcuni giorni di scontri e violenze destituirono Costantino per sostituirlo con il presbitero Filippo. Poiché i tumulti proseguivano con immutata violenza costui (per buon senso o per paura) rinunciò al pontificato il giorno dopo essere stato eletto, lasciando finalmente il posto ad un successore eletto legittimamente: Stefano, candidato proposto dal primicerio Cristoforo (uomo di fiducia di papa Paolo I, che avrebbe dovuto gestire la sede vacante e l'elezione del nuovo pontefice) e gradito al clero ed al popolo di Roma. Stefano III fu consacrato il 7 agosto 768.

#### Il Concilio Laterano del 769
Appena insediato, papa Stefano inviò Sergio, figlio del primicerio Cristoforo (l'artefice della sua ascesa al trono pontificio), presso il re dei Franchi Pipino il Breve per comunicargli la sua elezione e chiedergli di inviare vescovi al sinodo che egli intendeva convocare per la primavera dell'anno successivo per stabilire in modo definitivo le norme inerenti l'elezione pontificale. Pipino però nel frattempo era morto (24 settembre 768) e il rappresentante di papa Stefano venne ricevuto dai suoi figli, Carlo e Carlomanno, i quali aderirono alle richieste del pontefice e inviarono al concilio tredici vescovi franchi.
Il 12 aprile 769 si aprì in Laterano un concilio in cui si svolse un processo all'Antipapa Costantino II. La difesa di Costantino, che già era stato barbaramente accecato, lungi dall'attenuare le sue responsabilità, esacerbò ancora di più gli animi dei presenti, che finirono per aggredirlo e quasi linciarlo. Non si hanno notizie precise sulla sua fine. Il concilio terminò con la distruzione di tutti gli atti ufficiali da lui emanati e con la decisione che in futuro il papa avrebbe dovuto essere eletto solo fra i diaconi ed i presbiteri cardinali, mentre veniva ridimensionata fortemente la partecipazione dei laici (cioè dei capi delle grandi famiglie romane), il cui ruolo doveva limitarsi alla cerimonia dell'acclamazione. Venne inoltre confermata la pratica della devozione delle icone, problema ancora irrisolto con la corte e la Chiesa di Costantinopoli.

#### Rapporti con i Franchi e i Longobardi
Pochi giorni dopo l'elezione di Stefano era stato ucciso il presbitero Valdiperto, l'uomo che aveva guidato la spedizione longobarda nell'Urbe. L'episodio poteva influenzare negativamente i rapporti con il re Desiderio. Nell'Urbe saliva il prestigio della famiglia di Cristoforo e Sergio che, forti dell'appoggio della nobiltà romana e consapevoli di aver avuto un ruolo decisivo nell'elezione del papa, ritenevano di poter gestire il potere cittadino e soprattutto di poter indirizzare secondo i loro desideri la politica e gli atti di Stefano III. Il quale, deciso a non cedere il governo di Roma, si apprestava a chiamare in suo aiuto i Franchi.
Il tradizionale alleato franco era però al momento impegnato in problemi che riguardavano la suddivisione del regno tra i due figli di Pipino il Breve, Carlo Magno e Carlomanno (che peraltro non sembravano andare molto d'accordo tra di loro), e quindi non era certo disponibile ad un intervento in favore del papato. Inoltre Stefano ebbe modo di allarmarsi ulteriormente allorché apprese che stava per essere combinato un matrimonio fra Carlo Magno e la figlia primogenita di Desiderio. Preoccupato che la conseguente alleanza fra i due sovrani potesse schiacciarlo, Stefano si oppose al matrimonio e scrisse al riguardo a Carlo una lettera rimasta famosa, in cui lo scongiurava di non imbrattare l'illustre stirpe dei Franchi con la perfida e puzzolentissima gente longobarda (perfida ac foetentissima Langobardorum gens). Ma la lettera non produsse gli effetti sperati, almeno all'inizio, poiché il matrimonio venne egualmente celebrato nel 770. Decise quindi di tentare un riavvicinamento a Desiderio, prendendo contatti segreti con l'esponente longobardo a Roma, Paolo Afiarta, per un intervento che lo liberasse dalla ingombrante presenza di Cristoforo e Sergio.
Intanto Desiderio annunciò nel 769 di volersi recare in pellegrinaggio a Roma, dove arrivò nel 771, ma con un esercito al seguito. Giunto sotto le mura della città con la speranza che Afiarta dall'interno provocasse una sollevazione di popolo, il suo piano fu però anticipato da Cristoforo e Sergio che, contando anche sull'appoggio del legato franco a Roma, il conte Dodone, allertarono i Romani chiamandoli alla difesa contro il probabile invasore e assalirono il Palazzo del Laterano. La mossa si rivelò controproducente, perché Stefano riuscì a gettare sufficiente discredito sui due patrizi per un atto così sacrilego, al punto che il popolo romano, fomentato da Afiarta, cambiò fronte, ribellandosi a Cristoforo e Sergio che poco prima avevano seguito. Consideratisi ormai sconfitti, padre e figlio tentarono la fuga ma furono catturati dai fedeli di Afiarta che li fece eliminare.
Il dettagliato rapporto (infarcito di qualche esagerazione e di qualche riferimento all'intervento diretto del demonio nei fatti di Roma) inviato da Stefano sull'accaduto irritò Carlo Magno, sia per il coinvolgimento del conte Dodone, sia soprattutto per il fatto che Desiderio, suo suocero ed alleato, si fosse in qualche modo impossessato del ruolo di patricius Romanorum (protettore di Roma e della cristianità), che spettava di diritto a lui. Anche Desiderio non gradì che il papa fosse tornato a rivolgersi ai Franchi e per tutta risposta si guardò bene dal restituirgli i territori bizantini occupati a suo tempo da re Liutprando (alcune città dell'Esarcato e della Pentapoli), che erano stati promessi al predecessore papa Stefano II in cambio del suo appoggio nell'ascesa dello stesso Desiderio al trono longobardo.
Un tale comportamento destò le ire di Stefano che, per prima cosa, rifiutò, nel 770, di approvare la nomina dell'arcivescovo di Ravenna, un prelato scelto dal re longobardo, e poi riprese quella battaglia che già aveva perso un anno prima, riuscendo questa volta a convincere Carlo Magno a ripudiare la moglie e rimandarla al padre Desiderio, quasi in concomitanza con il decesso di Carlomanno, che lasciò dunque il fratello erede dell'intero regno dei Franchi.
Un alleato così potente, che oltretutto aveva finalmente spezzato l'alleanza col tradizionale nemico longobardo, non poteva essere che benvenuto per Stefano, che tuttavia non poté usufruire del nuovo corso della storia poiché circa un mese dopo Carlomanno, il 24 gennaio 772, anch'egli morì. Fu sepolto in San Pietro.